# Willem Binck
Willem Johannes Cornelis (Willem) Binck (Leur, 10 augustus 1882 - Breda, 2 december 1971) was een Nederlands pastoor en heemkundige.
Hij was zoon van de leerlooier Rombout Willem Binck, en van Anna Catharina Victoria Sauter, die uit een Terheijdens geslacht van artsen voortkwam.
Hij volgde onderwijs op het Instituut Sint-Louis te Oudenbosch en te Rolduc, waarna hij het kleinseminarie Ypelaar en vervolgens het grootseminarie te Hoeven doorliep. In 1909 werd hij tot priester gewijd en in 1910 werd hij tot kapelaan te Oostburg benoemd. In 1913 werd hij kapelaan in de Ginnekenstraat te Breda en daar zette hij zich sterk in voor de jeugd, onder meer door het oprichten van de sportvereniging Sport Staalt Spieren. Aldus verwierf hij de bijnaam: De Voetbalkapelaan. Hij was de een van de grondleggers van de Rooms-katholieke Voetbalbond en de Katholieke Nederlandse Gymnastiekbond.
In 1926 werd Binck benoemd tot pastoor te Terneuzen en in 1932 werd hij pastoor te Alphen. Hier begon hij vrijwel onmiddellijk met de studie naar de geschiedenis van dit dorp. In de Memorialen stuitte hij op het bestaan van een pestkerkhof, en via studie van de archieven van de Abdij van Tongerlo, en met de hulp van archivaris A. Erens, werd de plaats van dit kerkhof gevonden en werd het in 1936 blootgelegd. Binck stimuleerde Erens tot het schrijven van een geschiedenis van Alphen, welke uiteindelijk zeven banden zou omvatten.
Willem Binck gaf aan de Brabantse boerenjongens de opdracht om goed uit te kijken naar scherven, en aldus ontstond er een verzameling die aanvankelijk in sigarenkistjes werd opgeborgen. Het betrof prehistorische en Romeinse vondsten. Binck wist vele vakarcheologen voor zijn zaak te winnen en in 1940 wilde hij samen met deze de vereniging Brabants Heem oprichten, die het Brabantse volkseigen zou bestuderen. Toen brak echter de Tweede Wereldoorlog uit, waardoor de oprichting tot 1947 moest worden uitgesteld. Van 1948-1952 was hij voorzitter. Tijdens de oorlog nam hij deel aan het verzet en hielp hij tal van onderduikers aan een veilig adres. Na de bevrijding kreeg hij een aantal Nederlandse en Poolse onderscheidingen voor zijn verzetswerk.
Binck tekende ook volksverhalen op uit de monden van de Alphenaars en verwerkte deze in zijn boek, dat in 1945 verscheen. Het Merovingisch grafveld, dat in 1950 werd ontdekt, liet hij grondig onderzoeken. Voorts nam hij het initiatief tot de oprichting van het Oudheidkundig Streekmuseum Alphen.
Naast dit werk was Binck ook een gedreven priester, zij het met een nogal rechtlijnig karakter. In 1963 ging hij met emeritaat, maar bleef tot zijn dood in Alphen wonen. Hij werd begraven op de Oude Parochiebegraafplaats, op het ereveldje te midden van de gesneuvelde Poolse soldaten en de Alphense oorlogsslachtoffers. Een beeldje van hem is te vinden op het plantsoen dat het Streekmuseum omringt. Het Pastoor Binckplein te Alphen is naar hem vernoemd.
- International Standard Name Identifier: 0000 0003 8743 1745
- Nederlandse Thesaurus van Auteursnamen: 071802630
- Virtual International Authority File: 280373302
- WorldCat: E39PBJwttqb8MyGFHdMPcjJbh3